# ReLIFE
ReLIFE (リライフ, Riraifu) é uma série japonesa de mangá seinen, escrita e ilustrada por Yayoiso, publicado por NHN PlayArt no site comico desde o dia 12 de outubro de 2013 e tem seis volumes de compilação de capítulos publicados até agora, pela Earth Star Entertainment. Uma adaptação em anime foi ao ar na televisão em 2 de julho de 2016. Em 24 de junho de 2016, a série foi lançado na íntegra na web. As emissoras Tokyo MX, GYT, GTV e BS11 posteriormente transmitiram cada episódio no habitual formato semanal.

## Enredo
A série conta a história de Arata Kaizaki, um homem de 27 anos, que permanece desempregado após abandonar seu último emprego depois de apenas 3 meses de trabalho, alegando que ele "não exige seu potencial máximo". Como resultado, ele tem dificuldade em arrumar um emprego em tempo integral, e acaba arrumando um emprego de meio período em um mini-mercado, assim, sentindo que chegou ao fundo do poço. Um dia, um homem misterioso chamado Ryō Yoake, oferece-lhe uma oportunidade de emprego, mas para isso primeiro ele precisa se tornar uma cobaia de testes para uma empresa chamada ReLife: Uma experiência científica que consiste em rejuvenescer a cobaia em 10 anos para que possa reviver um ano do ensino médio e passar por novas experiências, a fim de, no processo, corrigir o que aconteceu de errado na vida da pessoa objeto do teste e assim acontece, Arata toma uma pílula e volta a ter 17 anos novamente. Com isso, ele é enviado para a escola como um estudante do ensino médio, com seu custo de vida sendo bancado pelos autores do experimento, a empresa ReLIFE. Mas o experimento Relife possui 2 regras básicas: 
- Se algum aluno ou alguma pessoa que conviva com a cobaia acabar descobrindo sobre o experimento, ele será encerrado na hora e as memórias da cobaia serão apagadas, bem como a cobaia não garantirá o seu emprego;
- Após o experimento, todas as pessoas com quem a cobaia conviveu durante o ano de experimento terão suas memórias apagadas;

## Personagens
Arata Kaizaki (海崎 新太, Kaizaki Arata)
Dublado por: Kenshō Ono
Arata é um de 27 anos de idade homem que ficou desempregado depois de abandonar seus 3 meses de trabalho em uma empresa, alegando que o motivo é "não caber seu maior potencial". Depois de vários falhou as oportunidades de trabalho em empresas similares, ele trabalhou em part-time numa loja de conveniência, onde ele foi descoberto por An Onoya que o escolheu para o ReLife Projeto. Como um escolar elevado, que na verdade é 10 anos mais velho, Arata é esperado visto como madura por seus colegas e não tem nenhum problema de fazer amigos facilmente. Ele também se esquece mais de sua escola, lições, então ele precisa tomar muitos correctivas testes. Ele impede que a si mesmo de cair no amor devido a sua (real) anos de idade e após o efeito da pílula após o experimento termina, apesar de Ryō encoraja-o a "viver o ReLife para seu melhor". Ele é atualmente o Projeto #002 de Kanto prefeitura.
É revelado que após ele formi na faculdade e começou a trabalhar na empresa, seus antigos colegas de trabalho chamado Saiki estava sendo assediado por seus colegas homens. Ele tentou ajudá-la, mas que só aumentou o assédio, levando a Saiki a rejeição de sua ajuda e, eventualmente, a cometer suicídio. Esta tragédia deixou traumatizado e, posteriormente, ele fecha o seu trabalho. Seu apelido vem da Estação Kaizaki.
Ryou Yoake (夜明 了, Yoake Ryou)
Dublado por: Ryohei Kimura
Kaizaki do ReLife supervisor, o homem que lhe ofereceu a Arata a experiência ReLife. Ele está na mesma idade que Arata e é sempre aparentemente alegre (que na verdade irrita Kaizaki sem fim). Sendo o supervisor, ele sempre cuida de Arata a partir de uma distância, e escreve um relatório sobre a sua vida diária. Seu nome vem da Estação Yoake.

### Escola Aoba

#### Alunos
Chizuru Hishiro (日代 千鶴, Hishiro Chizuru)
Dublado por: Ai Kayano
É uma colega da classe de Arata, muito inteligente, mas estranha e socialmente desajeitada. Geralmente possui as melhores e maiores notas de toda a classe, tornando-se a representante da turma e por conta disso passa a ter todas as suas despesas escolares pagas. Além de ser socialmente desajeitada, ela também é ignorante e desinteressada em tudo que não está relacionado a assuntos escolares, sobretudo social e emocional, por isso ela está sempre fazendo pesquisas on-line sobre o que ela não entende.
Chizuru é, na verdade, o Projeto #001, de outro ReLife, sendo uma cobaia assim como Arata. Mas devido a sua personalidade natural, isto leva a que o experimento não ter qualquer desenvolvimento, o que pode ser chamado de falhar. Seu nome vem da Estação Hishiro.
Rena Kariu (狩生 玲奈, Kariu Rena)
Dublado por: Haruka Tomatsu
Colega de Arata que se senta ao lado dele e é memrbo de um clube de Vôlei. Uma menina que é muito competitiva, sempre querendo ser a melhor em tudo, ela enxerga a Chizuru e Honoka como seus rivais, mas está em bons termos com eles. A Rena é teimosa e orgulhosa, mas, na verdade, genuinamente confusa por dentro. Ela tem paixão por Kazuomi Ōga e age como uma tsundere para ele. Seu nome vem da Estação Kariu.
Kazuomi Ōga (大神 和臣, Ōga Kazuomi)
Dublado por: Yūma Uchida
Arata colega de quem é o representante da turma junto com Chizuru. Muito boas academicamente, mas tem pouca capacidade atlética. Não só isso, ele também denso quando se trata de amor, mesmo que no final ele percebe que seus sentimentos por Rena, alegando que ele quer estar com ela, e não quer que ela estar com outro cara. Ele veste seu uniforme em uma forma particularmente atraente maneira, o que lhe valeu o apelido de "Chamativo Ōga" (チャラオーガ, Chara-Ōga) ou apenas "Chamativo Cara Loiro". Seu apelido vem de Ōga Estação.
An Onoya (小野屋 杏, Onoya Um)
Dublado por: Reina Ueda
Um é o outro "transferência de estudante" na Aoba Escola. Mas ela é, na verdade, Ryou júnior supervisor e o que visitaram Arata para o experimento. Como Ryou, ela age de bom grado e, juntos, assistir seu projeto a ponto de torna-se a perseguição, tanto para Arata do aborrecimento. Seu apelido vem de Onoya Estação.
Honoka Tamarai (玉来 ほのか, Tamarai Honoka)
Dublado por: Himika Akaneya
Rena melhor amigo e o capitão da equipe de voleibol feminino na sua escola. Um ingênuo, amigável e doce menina. Ela tem visivelmente grandes mamas que são um pouco de piada. Sendo um gênio em todos os tipos de esportes, ela sentiu a pressão de pessoas que não podem ultrapassar o seu, e é por isso Rena exigindo-se para ser o seu rival faz Honoka tesouro de sua amizade. Apesar de ser um gênio em esportes, ela não é muito boa-acadêmico. Seu apelido vem de Tamarai Estação.
Nobunaga Asaji (朝地 信長, Asaji Nobunaga)
Dublado por: Daisuke Namikawa
Honoka e Akira's amigo de infância, ele age como a mãe do grupo e membro do comitê de saúde. Seu apelido vem de Asaji Estação.
Akira Inukai (犬飼 暁, Inukai Akira)
Dublado por: Noriaki Sugiyama
Ele é Honoka e Nobunaga's amigo de infância. Ele tem nítida e flagrante olhos. Ele é muito protetor de Honoka e assim ele fica com raiva de quem for pego malicioso no rosto. Seu apelido vem de Inukai Estação.

#### Professores
Kokoro Amatsu (天津 心, Amatsu Kokoro)
Dublado por: Miyuki Sawashiro
Professora representante no Arata's de classe. Ela também professor e feminina de voleibol do clube de supervisor. Seu apelido vem de Amatsu Estação.
Kōshi Eua (宇佐 浩史, Eua Kōshi)
Dublado por: Wataru Hatano
De voleibol do sexo masculino orientador e um professor. Ele foi Kokoro sênior na universidade, e eles são uma espécie de rivais. Seu apelido vem do Eua Estação.
Sumire Inukai (犬飼 すみれ, Inukai Sumire)
Dublado por: com ele todas as noites Shiraishi
Saúde pública médico de Aoba Academia. Ela também Akira irmã mais velha. Seu apelido vem de Inukai Estação.

### Outros
Michiru Saiki (佐伯 みちる, Saiki Michiru)
Dublado por: Shizuka Itō
Michiru foi um membro da equipe da empresa que Arata pertencia. Mais tarde, ela cometeu suicídio depois de ser hostilizada por colegas de trabalho. Seu suicídio tiveram um grande impacto na Arata, tornando-o incapaz de funcionar em sociedade. Seu apelido vem de Saiki Estação.

## Media

### Mangá
O mangá começou a ser publicada em o Comico aplicação em 2013, com física publicação da série seguinte, em 2014. A série foi adicionado para o serviço de streaming Crunchyroll mangá serviço em 21 de dezembro de 2015.

### Anime
Foi anunciado em 13 de fevereiro de 2015 que a web mangá da série vai ter uma adaptação em anime, que está agendada para o ar em 2 de julho de 2016. O elenco principal do anime, informações de transmissão e o primeiro visual chave foi revelado no AnimeJapan 2016 convenção no Japão em 26 de Março de 2016. TMS Entertainment está produzindo a série, com o diretor Tomo Kosaka, Michiko Yokote e Kazuho Hyodo manipulação série de composição, Junko Yamanaka no visual de personagens, e Masayasu Tsuboguchi como compositor de músicas. Todos os 13 episódios do anime foram pré-transmitido antes de a transmissão televisiva no ReLIFE Canal de app em 24 de junho de 2016. o Crunchyroll lançou todos os episódios do anime para membros premium em 1 de julho de 2016, cada episódio vai estar disponível para os membros livres durante as semanas seguintes.
| Numéro | Título | Data de transmissão Original |
| ------ | ------ | ---------------------------- |

### Música
O tema de abertura é "Button" pela banda PENGUIN RESEARCH, enquanto vários artistas executar um final diferente tema de cada episódio. O final de músicas são compilated em um álbum intitulado "MD2000 ~ReLIFE Final Canções~" e para ser lançado em 21 de setembro de 2016. O título "MD2000" vem do tipo de um mini disco que saiu em 2000, enquanto o conceito de final de temas vem a partir das músicas que Kaizaki usado para ouvir de volta em sua (antiga) dias de escola.
Uma série de caracteres músicas também lançado a partir de 3 de agosto de 2016 começou com Arata Kaizaki a partir do volume 1. Cada CD contém duas músicas com a respectiva versão instrumental.

#### Lista Final de Músicas
| Episode | Title                                                                                  | Artist              |
| ------- | -------------------------------------------------------------------------------------- | ------------------- |
| 1       | "Iijyuu ★ Rider" (イ―ジュ－★ライダー, Iiju ★ Raida)                                    | Tamio Okuda         |
| 2       | "Hot Limit"                                                                            | T.M. Revolution     |
| 3       | "Timing" (タイミング～Timing～, Taimingu)                                              | Black Biscuits      |
| 4       | "Honey"                                                                                | L'Arc～en～Ciel     |
| 5       | "Kore ga Watashi no Ikiru Michi" (これが私の生きる道)                                  | PUFFY               |
| 6       | "Sunny Day Sunday"                                                                     | Sentimental Bus     |
| 7       | "Sausade" (サウダージ, Saudaji)                                                        | Pornograffitti      |
| 8       | "Yuki no Hana" (雪の華)                                                                | Mika Nakashima      |
| 9       | "There will be love there -Ai no Aru Basho-" (There will be love there -愛のある場所-) | The Brilliant Green |
| 10      | "Asu e no Tobira" (明日への扉)                                                         | I Wish              |
| 11      | "Pieces of A Dream"                                                                    | Chemistry           |
| 12      | "Natsu Matsuri" (夏祭り)                                                               | Whiteberry          |

#### Lista de músicas de personagens
| Volume | Personagem      | Ator De Voz    | Título Da Música                                        | Data De Lançamento     | Número Do Pacote |
| ------ | --------------- | -------------- | ------------------------------------------------------- | ---------------------- | ---------------- |
| 1      | Arata Kaizaki   | Kenshō Ono     | "ReLIFE"                                                | 3 de agosto de 2016    | TMS-335          |
| 1      | Arata Kaizaki   | Kenshō Ono     | "ReGRET"                                                | 3 de agosto de 2016    | TMS-335          |
| 2      | Chizuru Hishino | Ai Kayano      | "Momoiro." (モモイロ。)                                 | 31 de agosto de 2016   | TMS-336          |
| 2      | An Onoya        | Reina Ueda     | "ReJOIN♪"                                               | 31 de agosto de 2016   | TMS-336          |
| 3      | Kazuomi Ōga     | Yūma Uchida    | "Berry Suite" (ベリースイート, Beri Suito)              | 27 de setembro de 2016 | TMS-337          |
| 3      | Rena Kariu      | Haruka Tomatsu | "Namida Diamond" (ナミダダイアモンド, Namida Daiamondo) | 27 de setembro de 2016 | TMS-337          |

## Recepção
Volume 1 atingiu o 30º lugar no semanal da Oricon mangá gráficos e, a partir de 17 de agosto de 2014, tinha vendido 33,637 cópias; volume 2 alcançou o 9º lugar e, de 16 de novembro de 2014, tinha vendido 46,040 cópias; volume 3 alcançou o 23º lugar e, como de 5 de abril de 2015, tinha vendido 73,019 cópias.
Ele foi colocado em 6º lugar no Zenkoku Shotenin ga Eranda Osusume Quadrinhos de 2015. Ele também foi indicado para Melhor Mangá na 39ª Kodansha Manga Awards.
A série tinha vendido 1 milhão de cópias, de 8 de fevereiro de 2016.